# Killer Films
 (juin 2022).
Si vous disposez d'ouvrages ou d'articles de référence ou si vous connaissez des sites web de qualité traitant du thème abordé ici, merci de compléter l'article en donnant les références utiles à sa vérifiabilité et en les liant à la section « Notes et références ».
Killer Films est une société de production de films indépendants fondée par les 
producteurs Christine Vachon et Pamela Koffler en 1995 et établie à New York (États-Unis).
La société a produit plusieurs films indépendants américains parmi les plus acclamés, dont Loin du paradis (Far from Heaven, nommé pour quatre Oscars), Boys Don't Cry (lauréat aux Oscars), Photo Obsession (One Hour Photo), Kids, Hedwig and the Angry Inch, Happiness, Velvet Goldmine, Safe, I Shot Andy Warhol, Swoon, I'm Not There (nommé aux Oscars du cinéma) et Kill Your Darlings. Killer Films est aussi le producteur exécutif de cinq épisode de la minisérie de HBO Mildred Pierce de Todd Haynes, avec Kate Winslet et Guy Pearce, qui a remporté cinq Emmy Awards, un Golden Globe et un Screen Actors Guild Award.